# Вампир (картина)
«Вампир» (норв. Vampyr), известна также как «Любовь и боль» (нем. Liebe und Schmerz) — картина норвежского художника Эдварда Мунка, написанная в 1893 году. 
На картине изображена рыжеволосая женщина, обнимающая подавленного на вид мужчину, спрятавшего лицо на её груди. Губами женщина приникла к его шее. Такая композиция допускает двойственную трактовку: утешает ли женщина своего возлюбленного или, наоборот, питается его силами, подобно вампиру? Исследователи видят в этой работе яркое выражение комплекса Мадонны и блудницы, отразившегося на многих произведениях художника (подобной двойственностью отличается, например, его знаменитая «Мадонна»), и его страха перед женским началом. В своих воспоминаниях о Мунке Рольф Стенерсен приводит слова, брошенные художником об одном недавно женившемся знакомом: «Он стал словно каша. Его следовало бы вырвать из её рук. Он прилип к её груди — она ужасна. А у него пустые глаза и серое лицо» — цитата, практически дословно описывающая картину. Другая цитата (из дневников художника), сопровождающая «Вампира» на сайте Музея Мунка, также соответствует описанию картины, но окрашена уже совершенно иначе: «Он опустил голову на её грудь — он чувствовал, как кровь текла по её жилам — вслушивался в стук её сердца — он почувствовал прикосновение горячих губ на своей шее — по его телу прошла дрожь — трепет желания — и он прижал её поближе к себе». Моделью для мужчины на картине послужил шведский писатель Адольф Пауль, а для женщины — специально нанятая натурщица. По воспоминаниям Пауля, замысел картины появился у Мунка спонтанно: однажды писатель зашёл в гости к художнику, когда тот «рисовал… модель… с огненно-рыжими волосами, стекавшими по её плечам, словно кровь. „Встань перед ней на колени, — велел он мне, — опусти на её колени голову“. Она склонилась надо мной и прижалась губами к моей шее, окутав меня своими волосами. Мунк начал рисовать, и очень скоро он написал своего „Вампира“». Впервые картина была представлена публике осенью 1893 года под названием «Любовь и боль»; в «Вампира» её переименовал, как предполагается, Станислав Пшибышевский.
Как и многие другие картины Мунка, «Вампир» существует в нескольких вариантах, включая графические. Художник создал также литографию по мотивам этого произведения.
В феврале 1988 года одна из копий «Вампира» была похищена из Музея Мунка. Картина была вновь обретена осенью того же года.
В 2008 четвёртый, наиболее поздний живописный вариант «Вампира» был выставлен на продажу на аукционе Сотбис. Картина ушла с молотка за 38.2 млн долларов, став самым дорогим на тот момент полотном Мунка.